# Joëlle Minacci
Joëlle Minacci (* 16. Oktober 1986) ist eine Schweizer Politikerin. Seit 2022 ist sie Mitglied des Grossen Rates des Kantons Waadt.

## Leben
Minacci studierte Soziale Arbeit an der Fachhochschule Westschweiz und schloss 2013 mit dem Master of Arts ab. Seither absolvierte sie diverse Weiterbildungen und arbeitete selber im Bildungssektor für Soziale Arbeit. Sie arbeitet Teilzeit in einer Bar in Vevey.

## Politik
2021 wurde sie als Mitglied der Lokalpartei Décroissance alternatives, dessen Koordinatorin sie seit 2022 ist, in das Gemeindeparlament der Gemeinde Vevey gewählt. Sie ist dort Mitglied der Bildungskommission und Ersatzmitglied für die Gleichstellungskommission. 2022 wurde sie in den Grossen Rat des Kantons Waadt gewählt. Sie ist dort Mitglied der Fraktion Ensemble à gauche & POP. Sie ist ausserdem Mitglied der Begnadigungs- und Sozialkommission.